# Daniel Pinchbeck
Daniel Pinchbeck (15 giugno 1966) è un filosofo, scrittore e pubblicista statunitense che vive a New York.
È autore di saggi e articoli sullo sciamanesimo, la psiconautica, la cultura psichedelica dei maya e dei popoli amerindi, abbinando la spiritualità con tematiche sulla tecnologia e l'ecologismo.

## Biografia
È figlio del pittore astrattista Peter Pinchbeck e dell'autrice Joyce Johnson, che era stata amica di Jack Kerouac e di un gruppo di scrittori appartenenti alla Beat Generation.
Cresciuto nel clima di fermento controculturale prevalente a New York negli anni 60 e 70, da adulto si distaccò temporaneamente dagli interessi per la spiritualità, attestandosi su posizioni scettiche e agnostiche.
All'inizio degli anni 90, insieme a Thomas Beller e Robert Bingham, fondò a New York la rivista letteraria Open City, divenuta in seguito anche una casa editrice di libri.
Avviato a una carriera da letterato, dopo aver sperimentato da vicino alcuni stati alterati di coscienza indotti da sostanze psichedeliche, si verificò tuttavia un processo di trasformazione interiore, da lui descritto nel suo libro d'esordio, Breaking Open the Head, del 2002.
In quest'opera, Pinchbeck racconta le sue esperienze con lo sciamanesimo, descrivendo le cerimonie con ibogaina e ayahuasca a cui è stato introdotto presso gruppi tribali dell'Africa occidentale, dell'Amazzonia ecuadoriana e del Messico. Nello stesso libro parla anche della sua partecipazione al festival Burning Man in Nevada, esaminando gli effetti che le sostanze psicotrope assunte con leggerezza possono avere nel contesto desacralizzato di oggi.
Filosoficamente influenzato dal lavoro di esponenti dell'esoterismo occidentale come Castaneda, Gurdjieff, Dion Fortune, Thompson, ma soprattutto dall'antroposofo Rudolf Steiner, Pinchbeck ha sviluppato la convinzione, maturata attraverso la sua esperienza diretta e le sue ricerche, che le visioni mistiche e soprannaturali della realtà non siano il frutto di mere allucinazioni ma abbiano una loro validità oggettiva, e che la società moderna abbia perso la comprensione degli aspetti più autentici dell'essere, abbagliata da una scienza di tipo esclusivamente arimanico, ovvero orientata in senso materialistico.
Ispiratori di questa scienza sono per Pinchbeck le entità mefistofeliche già descritte da Steiner, equiparabili a spiriti ufologici, che costituiscono il pericolo maggiore a cui l'umanità attualmente deve far fronte, in un periodo in cui sta al contempo sperimentando un processo accelerato di trasformazione della coscienza globale, secondo anche le tesi new age riprese da Terence McKenna.
Oltre ad aver pubblicato i suoi libri, Pinchbeck è editorialista per le riviste Wired, The Village Voice, Esquire, Rolling Stone e The New York Times.

## Saggistica
- Breaking Open the Head: a Psychedelic Journey into the Heart of Contemporary Shamanism, New York, Broadway Books, 2002 ISBN 978-0-767-90742-2.
- Jeff Koons Andy Warhol: Flowers. Essay by Daniel Pinchbeck, New York, Gagosian Gallery, 2002 ISBN 978-1-880-15485-4.
- 2012: the Return of Quetzalcoatl, New York, Jeremy P. Tarcher/Penguin, 2006 ISBN 978-1-585-42592-1.
- Toward 2012: perspectives on the Next Age, con Ken Jordan, New York, Jeremy P. Tarcher/Penguin, 2009 ISBN 978-1-585-42700-0.
- Notes from the Edge Times, New York, Jeremy P. Tarcher/Penguin, 2010 ISBN 978-1101464601.

### In italiano
- Manifestare la mente. Un viaggio psichedelico nel cuore del moderno sciamanesimo, Libri per Evolvere, 2012 ISBN 978-8890425714.